# Monika Wulf-Mathies
Monika Wulf-Mathies, född 17 mars 1942 i Wernigerode, är en tysk fackföreningskvinna, politiker (SPD) och ämbetsman. Hon var ordförande för ÖTV (fackförening för den offentliga sektorn och transportsektorn) 1982–1994 och EU-kommissionär med ansvar för regionalpolitik och förbindelser med Europeiska unionens regionkommitté i Santer-kommissionen 1995–1999.